# Dauradet olivaci
El dauradet olivaci (Pseudocolopteryx acutipennis) és un ocell de la família dels tirànids (Tyrannidae).

## Hàbitat i distribució
Habita zones arbustives i herbes trepadores, normalment a prop de l'aigua als Andes de Colòmbia, cap al sud, a través de l'est de l'Equador, est del Perú i Bolívia fins al nord de l'Argentina.